# 올리비아 브라운
올리비아 브라운(Olivia Brown, 1960년 4월 10일 ~ )은 미국의 배우이다.

## 출연 작품

### 영화
- 48시간 (1982)
- 스트리트 오브 파이어 (1984)
- 환상 살인 (1987)
- 플레이보이 러브 (1993, All Tied Up)
- 맥스 3000 (1993)
- 낫 이즐리 브로큰 (2009, Not Easily Broken)
- Fast Lane (2010)

### 텔레비전
- 마이애미의 두 형사 (1984-89)
- 사랑의 유람선 (1986)
- 제7의 천국 (1996-2003)
- 베벌리힐스 아이들 (1997)